# Goka
Goka (五霞町?) è una cittadina giapponese della prefettura di Ibaraki.